# Transformator probierczy
Transformator probierczy jest rodzajem transformatora wykorzystywanego do prób urządzeń elektrycznych pod napięciem przemiennym o częstotliwości technicznej tj. w granicach 40 do 62 Hz.
Transformator probierczy może być:
- pojedynczym transformatorem
- zespołem transformatorów połączonych kaskadowo.

Podstawowa różnica pomiędzy transformatorem energetycznym a probierczym polega na tym, że jest to układ jednofazowy o większej grubości izolacji. Podyktowane jest to innymi wymaganiami jak:
- zapewnienie dużej przekładni około 700 razy,
- dorywcze warunki pracy,
- pojemnościowy charakter obciążenia,
- niewielkie narażenia przepięciowe (ograniczone drgania obwodu probierczego).